# Cimicodes
Cimicodes is een geslacht van vlinders van de familie spanners (Geometridae), uit de onderfamilie Ennominae.

## Soorten
- C. albicosta Dognin, 1914
- C. angustipennis Warren, 1905
- C. clisthena Stoll, 1782
- C. ferruginea Warren, 1904
- C. purpurea Schaus, 1911
- C. ruptimacula Warren, 1904
- C. subapicata Warren, 1897